# 三式水中聴音機
三式水中聴音機（さんしきすいちゅうちょうおんき）は大日本帝国海軍によって開発された艦艇搭載用の水中聴音機(パッシブ・ソナー）である。

## 開発までの経緯
太平洋戦争の勃発以降、米国海軍によって実施された通商破壊による日本商船への被害は日増しに増大していき､これにともなって商船自らが対潜見張を行うための水中聴音機の開発が強く要望されるようになり､炭素粒型補音器24個(または12個および15個)を船体内水槽に直径3mあるいは1.5mの円形に配列する物が試作された。この試作品は三式水中聴音機として採用され､昭和18年以降に多数の商船に装備された。

## 概要
本機は商船に装備して魚雷の襲撃方向を聴測し､これを回避する事を目的とした最大感度方式の水中聴音機であり、その最大の特徴は操舵員自らが聴測を行い､直ちに回避行動をとれるように自動聴測方式を採用した事であった。
それまでの水中聴音機では聴測員が整相器と呼ばれる方向測定装置を操作して音源方向を聴測し､操舵員に通報して回避行動をとっていたが､魚雷の様な高速目標を回避しようとすれば､聴測、決断、通報､転舵に移るまでの消費時間を軽視できない上に､水中聴音機を装備した各商船に常時数名の聴測員を配置し､訓練を施す事が当時の人的資源の関係上相当困難であった事から導入された方式であり､同時に「精測」には重点を置かず､従来の整相器に用いられていた導電板や刷子を使用しないことで構成を簡略化し､急速な大量生産を可能とする事も目的としていた。本機は機械構造が簡単な事や取扱者が未熟である事もあって十分に性能を発揮できない懸念があり､実際､本機の装備後も多数の商船が米海軍の潜水艦によって撃沈された。一方で本機を装備した商船｢浅間丸｣が数回にわたり敵潜を聴音により回避するなど有効に活用された例もあった。

### 補音器
三式水中聴音機の開発にあたり､当初は資材･工作力の節減と大量生産の観点から､ロッシェル塩型補音器の使用が検討されていたが､これは高感度増幅器と大量の電池を必要とする事から資材節減の趣旨にそぐわないとされ､最終的に炭素粒型補音器が使用される事となった。
補音器の取付けに関しては､他の艦艇同様に入渠して外板に補音器を取付ける事が当時の工事の混雑状況的に不可能であった事､また装備工事の簡易化を図る為､商船の船倉を水タンクに改造し､その中に補音器を円周状に配置するタンク内装備方式が採用された。このタンク内装備法は外板装備法と比較して､補音器感度が数デシベル低下する欠点があるものの､外板に穴をあける必要がなく､補音器取付けの為の入渠工事を伴わない極めて容易な方法であり､また補音器配列を真円状に装備する事が可能で聴音機の整相器構造を簡略化できる利点があった為、商船の大部分にこの方法が使用された。
三式聴音機は補音器の数と配列直径によって一型から三型までの3つの型に分類されており､一型は補音器数12個、配列直径1.5m、二型は補音器数24個、配列直径3m、三型は補音器数15個、配列直径1.4mとなっていた。

### 聴測機
本機の聴測機は視覚と聴覚の両方によって魚雷音の音源方向を操舵員に指示する装置であり､商船の艦橋に装備され､その寸法は高さ1.08m、幅0.32m、奥行0.32mとなっていた。装置上面には音源指示灯、角度指示灯、手動停止用押ボタン、音量調節器、電源接断器､受聴器挿栓座などが装備され､聴測にあたっては拡声器または受聴器による聴測に加えて､指示灯による角度指示と電鈴警報とを併せる事で操舵員による直視直感を可能とし､特殊技能がなくても容易に常時哨戒を行えるようになっていた。
本聴測機の聴音方式は九三式水中聴音機等と同じく､目標音の到来方向応じて補音器の信号に与える遅延量を調節し､目標音が最も強く聞えた時の方位を音源方向とする最大感度方式であるが､構造を単純化して量産性を確保するために従来の整相器のような導電板や刷子などを用いず､簡易な継電器によって自動また手動で補音器回路を遅延送電網に接続して聴測角度を調定する方式を採用していた。これは､例えば一型の場合は自動操作であれば0度、30度、60度という順に30度の倍数方向に存在する音源を自動的に聴測し､操舵員は拡声器と指示灯､電鈴によってこれを確認した。また手動操作の場合は装置上面に配置された12個の手動停止ボタンのいずれかを押すことで自動聴測を停止し、押したボタンに該当する方向を聴測するというものであった。